# Bryant (Oklahoma)
Pour les articles homonymes, voir Bryant.
Bryant est une census-designated place du comté d'Okmulgee, dans l'État d'Oklahoma, aux États-Unis,. En 2020, elle compte une population de 19 habitants.